# Zinf
Zinf é um Reprodutor de mídia de código aberto lançado sob a GNU General Public License. Ele roda em sistemas operacionais Unix e Windows. Zinf é uma continuação do projeto FreeAmp e usa o mesmo código fonte. 

## Características Técnicas
Zinf pode tocar arquivos de som em formatos MP3, Vorbis, e WAV, entre outros. Suporta skins e faz parte da rede MusicBrainz. O Reprodutor usa uma versão otimizada do decodificador Xing MPEG, um poderoso navegador de música e editor de playlist, e um gerenciador de download embutido que suporta baixar arquivos de sites usando o processo de download RMP (RealJukebox). Zinf também foi notável por manipular todos os arquivos de som baseados em sua metadata (Autor, Álbum, Música Título), e escondendo detalhes mais técnicos como localização atual e nomes de arquivo (mas essas características são agora padrão em muitos reprodutores).

## Nome
Zinf é um acrônimo recursivo que significa "Zinf Is Not FreeA*p!" ("Zinf não é FreeA*p").
O uso do nome FreeAmp teve de ser descontinuado por causa de questões de marca registrada: "AMP" é uma marca registrada de PlayMedia Systems, Inc.

## História
O projeto FreeAmp foi originalmente fundado pela EMusic, que pagou os salários de 3 desenvolvedores trabalhando no reprodutor. Depois, Relatable juntou-se a EMusic para ajudar na continuação do desenvolvimento. 
Em Janeiro de 2001, depois de 2 anos desde o fundamento do projeto a EMusic tirou seu suporte, e consequentemente demitiu os desenvolvedores. 
O projeto Zinf estava inabilitado de encontrar outro patrocinador, e o desenvolvimento continuou lentamente. O lançamento mais recente foi feito no começo de 2004. Em 2008, quase todo o desenvolvimento do Zinf terminou.

## Adoção
Uma vez um popular reprodutor de mídia de código aberto para Linux, está agora largamente superado por novos como Audacious, Amarok, Exaile, Banshee e (mais recentemente) Songbird. Isso se dá principalmente porque Zinf não fez nenhum lançamento oficial desde o começo de 2004, e muitas novas características que agora são padrão nos reprodutores rivais não foram implementadas, como arte de capa e letras das músicas.